# Eugenius Marius Uhlenbeck
Eugenius Marius Uhlenbeck (L'Aia, 9 agosto 1913 – Voorhout, 27 maggio 2003) è stato un linguista olandese.

## Biografia
Nipote del glottologo Christianus Cornelius Uhlenbeck e fratello del fisico George Eugene Uhlenbeck, fu docente di letteratura giavanese a Leida dal 1950 al 1983. Fu autore di vari studi su Giava, tra i quali spicca La struttura del morfema giavanese (1949).